# Michael Bay’s Texas Chainsaw Massacre
Michael Bay’s Texas Chainsaw Massacre (Originaltitel The Texas Chainsaw Massacre) aus dem Jahr 2003 ist ein US-amerikanisches Horrorfilm-Remake des Genre-Klassikers Blutgericht in Texas von Tobe Hooper aus dem Jahre 1974, gedreht vom deutschen Regisseur Marcus Nispel.

## Handlung
Der Film spielt im Sommer des Jahres 1973. Fünf Jugendliche – Erin, Kemper, Andy, Pepper und Morgan – befinden sich auf der Rückreise von Mexiko nach Dallas. Auf dem Weg zu einem Lynyrd-Skynyrd-Konzert läuft ihnen auf einer einsamen Landstraße in Texas ein Mädchen vor das Auto. Hilfsbereit nehmen sie das völlig verstörte Mädchen mit, das kurz darauf plötzlich einen Revolver zieht und sich in den Kopf schießt. Seine letzten Worte lauten: „Ihr werdet alle sterben!“
Von der örtlichen Tankstellenbetreiberin zu einer einsamen Mühle gelotst, finden Erin und ihre Freunde wenig später in deren näheren Umgebung ein verlottertes Haus, in dem nur ein alter, beinamputierter Mann im Rollstuhl zu wohnen scheint. Als Kemper jedoch unerlaubt dessen Domizil betritt, taucht aus dem Nichts Thomas auf, ein geisteskranker Hüne mit einer Maske aus menschlicher Haut (Leatherface), und beginnt, mit einer Kettensäge unbarmherzig Jagd auf die Jugendlichen zu machen. Die Familie des seit seiner Kindheit durch eine Hautkrankheit entstellten Thomas, zu der auch der Sheriff zählt, sowie die übrigen Bewohner des Ortes treiben die Opfer immer wieder in die Hände des Angreifers.
Erin kann sich in ein Schlachthaus mit dem Namen Blair Meat Company retten und Leatherface dort verstümmeln. Vor der Tankstelle gelingt es ihr, ein Auto zu stehlen und den Sheriff mit diesem zu überfahren. Schließlich kann Erin als einzige der fünf Freunde entkommen.

## Hintergrund
- Der Film wirbt damit, dass er „auf wahren Ereignissen beruht“, genau wie es Tobe Hooper auch schon ca. 30 Jahre zuvor für den Vorgänger behauptete. Auch die letzten Szenen, angebliche Dokumentarbilder der Ermittler, sollen diesen Eindruck erhärten. Tatsächlich basiert das Remake ebenso wie das Original nur lose auf dem Fall Ed Gein.
- Bei Produktionskosten von 9,5 Mio. US-Dollar spielte der Film weltweit 107 Mio. Dollar ein.
- Für die Rolle der Erin war ursprünglich Katie Holmes vorgesehen.
- Im Film wird eine Kassette mit Sweet Home Alabama gehört, obwohl der Film 1973 spielt und das Lied erst 1974 veröffentlicht wurde.
- In der Rolle des perfiden Sheriffs, der die Leiche der toten Anhalterin entsorgt und die ahnungslosen Jugendlichen seinem verrückten Bruder ausliefert, agiert Schauspieler R. Lee Ermey, der 1987 in dem Vietnamkriegsfilm Full Metal Jacket den sadistischen Ausbilder Gunnery Sergeant Hartman verkörperte.
- In dem Hippie-Van, in dem die fünf Freunde fahren und der später von Leatherface mit seiner Kettensäge demoliert wird, hängt im Inneren an der Decke ein Poster mit der Figur Alfred E. Neumann, dem Maskottchen der amerikanischen Satirezeitschrift Mad-Magazine.

## Prequel
- Am 18. Januar 2007 startete das Prequel Texas Chainsaw Massacre: The Beginning in den deutschen Kinos.

## Kritiken
Insgesamt erhielt der Film eher negative Kritiken. Die Website Rotten Tomatoes, die Kritiken auswertet, kommt auf nur 34 % positive Kritiken. Der Tenor insgesamt lautet, dass das Remake überflüssig sei und an die Qualität des Originals nicht herankomme.

„Der äußerst blutige, technisch versierte Horrorfilm erreicht nie die verstörende Wirkung des Originals, weil er sich zwar für eine sehr drastische, dabei aber ausgesucht "kulinarische" Bebilderung der Gewalt entscheidet, die sich ebenso spekulativ wie "postmodern" dem heutigen Kinopublikum anbiedert, auf doppelbödige Stimmungen, Zwischentöne und nachhaltige Verunsicherung aber demonstrativ verzichtet.“

„Dass Regisseur Marcus Nispel inhaltlich Tobe Hoopers Vorlage reproduziert, ist keine Überraschung. Dass es ihm gelingt, trotz des Einsatzes moderner Hochglanzoptik beim Zuschauer einen Psychoterror zu erzeugen, der den Schreckensvisionen des Originals kaum nachsteht, schon eher. [...] Popkulturgerecht ergänzt mit derben Splattereffekten und der Fokussierung auf Horror-Ikone Leatherface, gelingt Nispel die zeitgemäße Umsetzung des Ur-Schockers aus den 70ern. Puristen mag diese konzeptionelle Verquickung vergraulen. Terrorphile Filmfans, die im dunklen Kinosaal das schonungslose Grauen suchen, kommen indes endlich mal wieder auf ihre Kosten.“

Filmkritiker Roger Ebert gab dem Film 0 von 4 Sternen. Er nannte ihn einen verachtenswerten Film, „hässlich, widerlich und brutal“. Es gebe nicht einen Grund, ihn zu sehen.

## Auszeichnungen
Der Film wurde für den Negativfilmpreis Goldene Himbeere in der Kategorie schlechteste Neuverfilmung oder Fortsetzung nominiert.